# Onthophagus lemur
Onthophagus lemur är en skalbaggsart som beskrevs av Fabricius 1781. Onthophagus lemur ingår i släktet Onthophagus och familjen bladhorningar. Inga underarter finns listade i Catalogue of Life.